# Al-Shaykh Maskin (nahija)
Nahija Al-Shaykh Maskin (ar. ناحية الشيخ مسكين) je nahija u okrugu Izra', u sirijskoj pokrajini Daraa. Po popisu iz 2004. (prije rata), nahija je imala 34.370 stanovnika. Administrativno sjedište je u naselju Al-Shaykh Maskin.